# Leo Longanesi

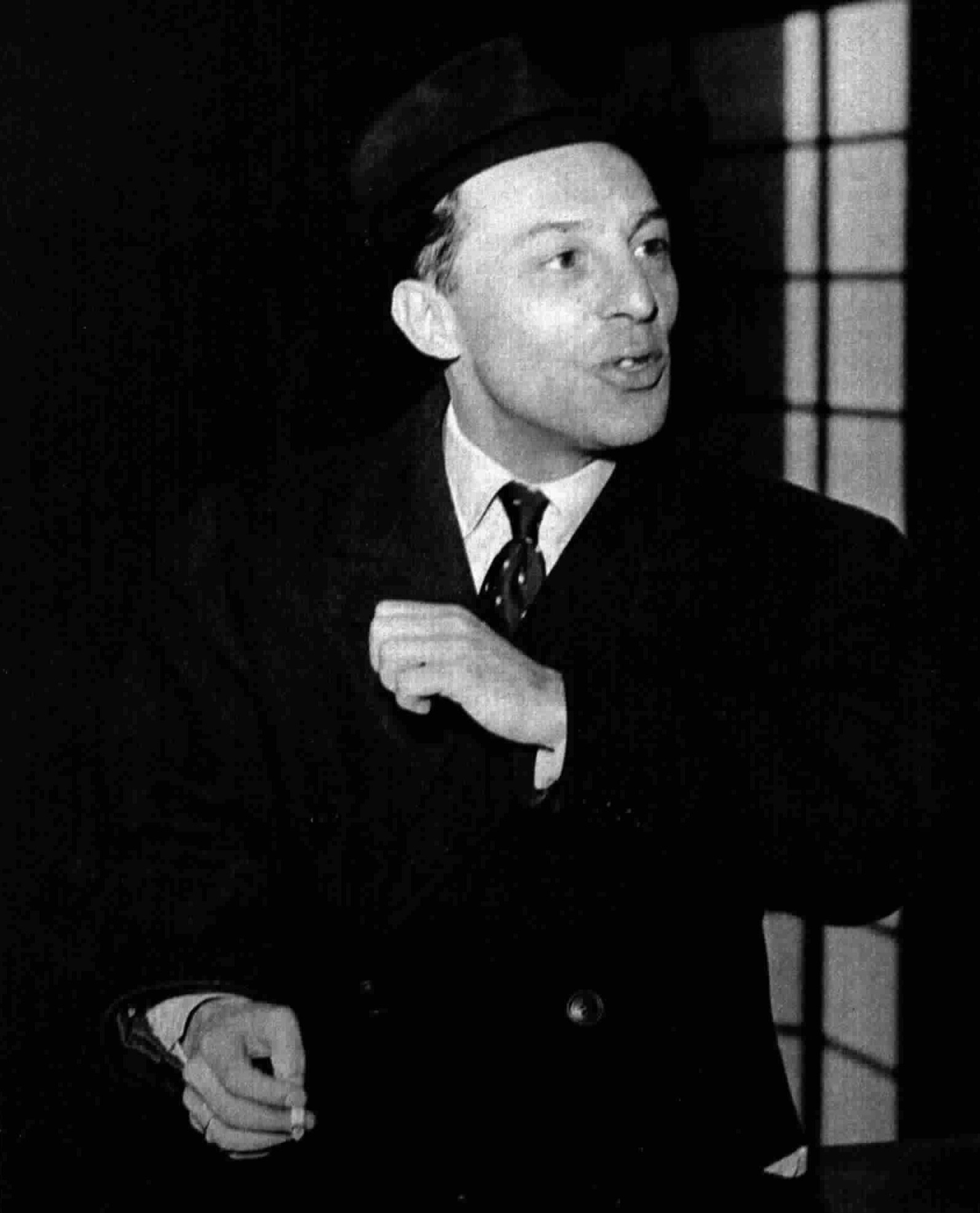
Leo Longanesi

Leo Longanesi (* 30. August 1905 in Bagnacavallo; † 27. September 1957 in Mailand) war ein italienischer Journalist, Verleger, Zeichner, Illustrator und Humorist.

## Biographie
Nach einem Jura-Studium an der Universität Bologna begann Longanesi als Journalist zu arbeiten.
Im Laufe seines Lebens gründete er folgende Zeitungen und Zeitschriften: È permesso, Il Toro, L’italiano und Omnibus (letztere war zur Zeit ihres Bestehens von 1937 bis 1939 die einzige echte wöchentliche Illustrierte Italiens und musste wegen ihrer satirischen Grundhaltung eingestellt werden).
Seine mit Abstand bedeutendste Gründung war die von L’italiano 1927. In der damals laufenden Debatte über die Beziehungen zwischen Faschismus und Kunst vertrat die Zeitschrift die Position, es gebe keine faschistische Kunst. Laut Eugenio Montale waren die Beiträge des L’italiano das beste und kühnste, was das faschistische Italien in jenen Jahren hervorbrachte.
Beachtenswert war auch sein Werk als Zeichner und Illustrator, das ihm sogar die Teilnahme an der Biennale di Venezia 1934 gewährte. Ebenfalls Bekanntheit erlangten seine Aphorismen.
Nach dem Zweiten Weltkrieg gründete er das Verlagshaus Longanesi und 1950 die Zeitschriften Il Borghese und Oggi.
Zwischen 1938 und 1944 war Longanesi auch für das Kino aktiv; neben Drehbucharbeiten führte er beim 1944 vollendeten Vivere ancora zunächst Regie, bevor der Film von Nino Giannini beendet wurde.